# Liste der Monuments historiques in Reichsfeld
Die Liste der Monuments historiques in Reichsfeld führt die Monuments historiques in der französischen Gemeinde Reichsfeld auf.

## Liste der Objekte
| Bezeichnung                          | Beschreibung                                                                      | Standort                         | Kennzeichnung | Schutzstatus | Datum | Bild |
| ------------------------------------ | --------------------------------------------------------------------------------- | -------------------------------- | ------------- | ------------ | ----- | ---- |
| Kreuzweg                             | Glasmalerei im Holzrahmen, 1832 von Anna Maria Rieffel; drei der 15 Bilder fehlen | im katholischen Pfarrhaus (Lage) | PM67000853    | Classé       | 1999  |      |
| Relief Haupt von Johannes dem Täufer | Lindenholz, farbig gefasst, um 1690, möglicherweise von Clemens Winterhalder      | im katholischen Pfarrhaus (Lage) | PM67000767    | Classé       | 1995  |      |